# Campionati europei di ginnastica ritmica 2019
I Campionati europei di ginnastica ritmica 2019 sono stati la 35ª edizione della competizione continentale. Si sono svolti a Baku, in Azerbaigian, dal 16 al 19 maggio 2019.

## Programma[1]
Orari in UTC+4
- Giovedì 16 maggio

17:00 Cerimonia d'apertura
17:30 Gruppi junior - qualificazione 5 cerchi
- Venerdì 17 maggio

12:00 Qualificazioni concorso individuale senior (cerchio e palla) - Gruppo A
14:30 Qualificazioni concorso individuale senior (cerchio e palla) - Gruppo B
16:30 Qualificazioni concorso individuale senior (cerchio e palla) - Gruppo C
- Sabato 18 maggio

10:00 Qualificazioni concorso individuale senior (clavette e nastro) - Gruppo B
12:00 Qualificazioni concorso individuale senior (clavette e nastro) - Gruppo C
14:40 Qualificazioni concorso individuale senior (clavette e nastro) - Gruppo A
16:50 Gruppi junior - qualificazione 5 nastri
18:30 Premiazione concorso a squadre e concorso generale gruppi junior
- Domenica 19 maggio

12:00 Finale gruppi junior - 5 cerchi
12:45 Finale gruppi junior - 5 nastri
13:30 Premiazioni gruppi junior
14:40 Finali di attrezzo senior (cerchio e palla)
16:00 Finali di attrezzo senior (clavette e nastro)
17:15 Premiazione attrezzi senior
17:45 Gala e cerimonia di chiusura

## Nazioni partecipanti
- Andorra (1)
- Austria (3)
- Azerbaigian (8)
- Bielorussia (10)
- Bulgaria (9)
- Cipro (2)
- Croazia (2)
- Estonia (9)
- Finlandia (9)
- Francia (2)
- Georgia (9)
- Germania (5)
- Grecia (9)
- Israele (9)
- Italia (8)
- Lettonia (2)
- Lituania (8)
- Lussemburgo (1)
- Macedonia del Nord (1)
- Moldavia (4)
- Montenegro (1)
- Norvegia (8)
- Polonia (8)
- Portogallo (2)
- Rep. Ceca (8)
- Romania (8)
- Russia (10)
- Serbia (1)
- Slovacchia (3)
- Slovenia (2)
- Spagna (9)
- Svizzera (6)
- Turchia (2)
- Ucraina (9)
- Ungheria (9)

## Podi

### Concorso a squadre
| Oro | Punti   | Argento | Punti   | Bronzo | Punti   |
| Russia Senior Arina Averina Dina Averina Aleksandra Soldatova Junior Amina Chaldarova Elizaveta Koteneva Anna Batasova Aleksandra Semibratova Dana Semirenko Alisa Tiščenko | 216.225 | Bielorussia Senior Kacjaryna Halkina Alina Harnas'ko Anastasija Salos Junior Polina Aleksandrova Evhenija Kel' Polina Kovalëva Viktorija Podkidyš Polina Slančevskaja Marharita Jacevskaja | 206.000 | Bulgaria Senior Borjana Kalejn Katrin Taseva Nevjana Vladinova Junior Karina Dimitrova Žanina Georgieva Aleksandra Kjoseva Jana Momčilova Margarita Vasileva Monika Zarkova | 202.075 |

### Senior
| Evento   | Oro           | Punti  | Argento              | Punti  | Bronzo            | Punti  |
| Cerchio  | Dina Averina  | 23.300 | Kacjaryna Halkina    | 21.150 | Nicol Zelikman    | 20.950 |
| Palla    | Arina Averina | 22.850 | Aleksandra Soldatova | 22.050 | Borjana Kalejn    | 21.800 |
| Clavette | Arina Averina | 23.200 | Dina Averina         | 22.950 | Vlada Nikol'čenko | 22.475 |
| Nastro   | Dina Averina  | 20.400 | Aleksandra Soldatova | 20.300 | Borjana Kalejn    | 19.750 |

### Junior
| Evento             | Oro | Punti  | Argento | Punti  | Bronzo | Punti  |
| Concorso a squadre | Russia Amina Chaldarova Elizaveta Koteneva Anna Batasova Aleksandra Semibratova Dana Semirenko Alisa Tiščenko | 44.925 | Bielorussia Polina Aleksandrova Evhenija Kel' Polina Kovalëva Viktorija Podkidyš Polina Slančevskaja Marharita Jacevskaja | 42.050 | Italia Siria Cella Alexandra Naclerio Serena Ottaviani Vittoria Quoiani Giulia Segatori Simona Villella                   | 41.350 |
| 5 cerchi           | Russia Amina Chaldarova Elizaveta Koteneva Anna Batasova Aleksandra Semibratova Dana Semirenko Alisa Tiščenko | 24.450 | Ucraina Viktorija Denysenko Nikol' Krasjuk Alina Mel'nyk Oleksandra Pančuk Dar'ja Ščerbakova Sofija Cybulja               | 23.400 | Bielorussia Polina Aleksandrova Evhenija Kel' Polina Kovalëva Viktorija Podkidyš Polina Slančevskaja Marharita Jacevskaja | 23.250 |
| 5 nastri           | Russia Amina Chaldarova Elizaveta Koteneva Anna Batasova Aleksandra Semibratova Dana Semirenko Alisa Tiščenko | 21.000 | Israele Eva Andraus Emili Malka Mishel Mihailtz Romi Paritzki Diana Svertsov Amit Hedvat                                  | 19.900 | Bielorussia Polina Aleksandrova Evhenija Kel' Polina Kovalëva Viktorija Podkidyš Polina Slančevskaja Marharita Jacevskaja | 19.000 |

## Medagliere
| Pos.   | Paese       | Oro | Argento | Bronzo | Totale |
| ------ | ----------- | --- | ------- | ------ | ------ |
| 1      | Russia      | 8   | 3       | 0      | 11     |
| 2      | Bielorussia | 0   | 3       | 2      | 5      |
| 3      | Israele     | 0   | 1       | 1      | 2      |
| 3      | Ucraina     | 0   | 1       | 1      | 2      |
| 5      | Bulgaria    | 0   | 0       | 3      | 3      |
| 6      | Italia      | 0   | 0       | 1      | 1      |
| Totale | Totale      | 8   | 8       | 8      | 24     |